# Antepipona fatua
Antepipona fatua är en stekelart som beskrevs av Giordani Soika 1985. Antepipona fatua ingår i släktet Antepipona och familjen Eumenidae. Inga underarter finns listade i Catalogue of Life.